# Hombres al borde de un ataque de celos
"Hombres al borde de un ataque de celos" es una canción bailable escrita por J.R. Flórez, producida por Gian Pietro Felisatti y Loris Ceroni, e interpretada por el cantante mexicano Yuri . Fue lanzado en 1988 como el primer sencillo de su álbum de estudio Isla del Sol (1988), y se convirtió en su segundo sencillo número uno en la lista Billboard Hot Latin Tracks después de " Qué Te Pasa " en 1988. Isla del Sol fue el primer disco grabado por la cantante en CBS, su sello discográfico hasta 1995. Esta canción se convirtió en uno de sus elementos básicos en cada presentación en vivo y también se incluyó en el álbum en vivo Vive la Historia .  
La canción debutó en la lista Billboard Hot Latin Tracks en el número 24 el 7 de enero de 1989 y subió al top diez tres semanas después.  Alcanzó la primera posición de la lista el 18 de febrero de 1989, reemplazando a " Cómo Tu Mujer " de la cantante española Rocío Dúrcal y siendo reemplazada cuatro semanas después por " Como Tú " de José José .  "Hombres al Borde de un Ataque de Celos" terminó 1989 como el noveno sencillo latino con mejor desempeño del año en Estados Unidos. 
Yuri también grabó la canción en portugués brasileño .

## Listas

### Listas semanales
| Lista (1989)      | Mejor posición |
| ----------------- | -------------- |
| Ecuador (UPI)     | 3              |
| México (AMPROFON) | 4              |
| Panamá (UPI)      | 7              |
| Puerto Rico (UPI) | 2              |
| 1                 | 1              |